# Сале
Сале́ — пятый по величине (после Касабланки, Танжера, Феса и Марракеша) город Марокко. Вместе с Рабатом образует столичную агломерацию с населением около 2,5 млн человек. Расположен на побережье Атлантического океана в устье реки Бу-Регрег, которая отделяет его от столицы государства.

## История
Возрастом 513,050±0,265 тыс. л. н. датируется череп представителя вида Homo heidelbergensis с местонахождения Сале 1.
Первый город на этом месте был основан более 2000 лет назад финикийцами, а в X веке в окрестностях древнеримского города Сала Колония (ныне Шелла) появился город Сале. Благодаря своему расположению на пути из Феса в Марракеш, он на долгие годы стал крупнейшим портом Марокко. Построенная в 1029 году мечеть (сохранилась до настоящего времени) и медресе (построено в 1341 году, сейчас — музей) сделали город вторым после Феса религиозным центром Марокко.
В 1260 году состоялась самая крупная битва за всю историю города, в ходе которой Сале в течение двух недель находился в руках войска Альфонса X Кастильского.
В 1627 году становится логовом берберийских пиратов и центром пиратской республики, просуществовавшей до 1668 года. Даже Рабат, который тогда был известен как Сале-ла-Нев (Новый Сале), в то время признавал владычество пиратов. Население города в тот момент составляло около 13 000 человек. Под руководством Ибрагима Варгаса мориски, выселенные из Андалусии, основали признанную европейскими государствами республику. Её первым главой стал уроженец Харлема Ян Янсон (Мурат-реис младший).
«Город корсаров» неоднократно обстреливался из пушек европейскими флотилиями, так как местные пираты совершали рейды за рабами даже на Британские острова и в Исландию. О своём пленении местными пиратами рассказывал Робинзон Крузо. В 1851 году в ответ на пиратство против европейских торговцев, которое процветало даже после гибели республики, порт был серьёзно обстрелян французской эскадрой. Со временем гавань Сале обмелела и порт был закрыт.
Город сыграл важную роль в истории Марокко: здесь в 1930 году появилось движение Latif и прошли первые демонстрации за независимость от Франции. До сих пор Сале считается оплотом исламистских групп в Марокко.

## Транспорт
- Современный трамвай Рабата и Сале

## Достопримечательности
Местная архитектура сочетает в себе традиционную марокканскую и арабо-андалузскую архитектуру. В Сале создано несколько музеев, в том числе этнографический и музей керамики. Великая мечеть Сале — третья по размеру в стране.
Медина довольно значительна по размерам, но слабо ориентирована на туристов. Современные районы в основной массе плохо спланированы и отличаются высоким уровнем безработицы. Многие состоятельные жители переезжают жить на другую сторону реки — в Рабат. Большое количество высокопоставленных чиновников и королевских советников Марокко родились в Сале.
В декабре 2007 года был дан старт строительству трамвайной линии Рабат-Сале, ядром которой является мост через Бу-Регрег. 23 мая 2011 года сеть, соединившая два города, была введена в эксплуатацию.
- Общий вид города.
- Крепость Шелла.
- Медресе

## Города-побратимы
- Рабат, Марокко
- Ариана, Тунис
- Порталегри, Португалия
- Тласкала-де-Хикотенкатль, Мексика
- Маруа, Камерун
- Александрия, США
- Сочи, Россия